# Des Plaines
Des Plaines è un comune degli Stati Uniti d'America, situato in Illinois, nella contea di Cook. È un sobborgo di Chicago.
Questa localitá viene ricordata come Quella che ha ospitato il primo McDonald's, dal 1955 al 1984, quando fu demolito per fare spazio ad un museo dedicato. Il museo fu a sua volta demolito nel 2018.